# Підземні розсоли
Підзе́мні розсо́ли (рос. подземные рассолы, англ. subsurface brine; нім. subaerische Solen f pl, unterirdische Solen f pl) — підземні води, які містять розчинені мінеральні речовини у підвищених концентраціях (36-50 г/л).

## Розповсюдження
Поширені у седиментаційних басейнах (нижче прісних та солоних вод), в осадових товщах дна деяких морів (Червоне, Каспійське, Мексиканська затока та ін.), в межах шельфів (наприклад, поблизу півострова Флорида), а також в зоні гіпергенної тріщинуватості кристалічних щитів (Балтійського, Українського, Канадського).
Використовуються для одержання кухонної солі, йоду, брому тощо.